# Pacific Jazz Records
Pacific Jazz Records ist ein US-amerikanisches Musiklabel, das zunächst für Jazzaufnahmen bekannt und in den 1950er und 1960er Jahren unter diesem Namen oder als World Pacific Records aktiv war.

## Geschichte des Plattenlabels
Das Schallplattenlabel Pacific Jazz wurde im Jahr 1952 von Richard Bock (1927–1988) und dem Schlagzeuger Roy Harte in Los Angeles gegründet. Bekannt wurde es für seine Veröffentlichungen von Aufnahmen des Cool Jazz und speziell des West-Coast-Jazz. Laut Arrigo Polillo soll Richard Bock der Auftritt des Gerry Mulligan Quartetts im Sommer 1952 im Jazzclub „The Haig“ in Los Angeles so begeistert haben, dass er beschloss, Aufnahmen der Band auf Platte herauszugeben. Dies soll der Startschuss zur Gründung des Labels gewesen sein.
Die bekanntesten Musiker, die für Pacific Jazz aufnahmen, waren Chet Baker, Gerry Mulligan, Paul Desmond und Gerald Wilson. Außerdem erschienen hier Aufnahmen von Clifford Brown, Lee Konitz, Buddy Rich, Jimmy Witherspoon, Chico Hamilton, Bud Shank und Les McCann. Unter dem 1954 gegründeten Sub-Label Pacifica wurden neben Jazz auch Pop und Sprech-Platten veröffentlicht.
1957 wurde das Label in World Pacific Records umbenannt und das musikalische Spektrum des Labels sowohl in Richtung Rhythm and Blues als auch in Richtung Weltmusik erweitert (insbesondere Aufnahmen mit Ravi Shankar und mit Alla Rakha). Der Name „Pacific Jazz New Series“ wurde dann auch für ein Sublabel verwendet; eine der ersten Aufnahmen, die dort erschien, war 1958 Gil Evans’ Album New Bottle, Old Wine, eine der letzten Jean-Luc Pontys King Kong: Jean-Luc Ponty Plays the Music of Frank Zappa. Von 1957 bis 1959 war George Avakian als Produzent beim Label. 1964 wurde das Label an Liberty Records verkauft, über die es 1968 an Transamerica und von da an United Artists ging, die zwar in den 1970er Jahren Reissues herausgaben, ansonsten aber unter Pacific Jazz nichts Neues produzierten. Später ging der Katalog in den Besitz von Capitol und der EMI-Gruppe über. Inzwischen ist er Bestandteil des Blue Note-Katalogs.
Viele der Cover-Fotos der Alben stammten von William Claxton, der diese 1955 in seinem Fotoband Jazz West Coast (Hollywood, Linear Productions) herausgab. Unter demselben Titel (Label), Jazz West Coast, wurde in den 1950er Jahren von Pacific Jazz/World Pacific eine Sampler-Reihe herausgebracht.